# Kozaczówka
Kozaczówka (ukr. Козачівка, Kozacziwka) – część wsi Okopy na Ukrainie, w obwodzie tarnopolskim, w rejonie czortkowskim, dawniej oddzielna wieś.
Położona jest u charakterystycznej nasady cypla między Dniestrem i Zbruczem. W Galicji Kozaczówka była jej najdalej na wschód wysuniętą miejscowością.

## Historia
W XIX wieku Kozaczówka była wsią w Królestwa Galicji i Lodomerii, od 1867 w powiecie borszczowskim. Początkowo stanowiła gminę jednostkową, liczącą w 1855 roku 404 mieszkańców, a w 1869 roku 449 mieszkańców (plus 8 w obszarze dworskim Kozaczówka).
Właścicielami tabularnymi Kozaczówki z Okopami Świętej Trójcy byli Karol i Józef Mülner. Kozaczówka należała do parafii greckokatolickiej Boryszkowce, posiadała stację pocztową (urzad pocztowy i urząd telegraficzny), zakład kontumacyjny, cerkiew filialną oraz  komorę celną. Komora celna w Kozaczówkce (urząd cłowy II klasy) miała znaczenie dopóki tędy przeprowadzano znaczne stada wołów z Podola i Mołdawii.
W II Rzeczypospolitej wieś w gminie Okopy Świętej Trójcy powiatu borszczowskiego województwa tarnopolskiego, wg spisu z 30 września 1921 Kozaczówka liczyła 540 mieszkańców, z których tylko 37 zadeklarowało narodowość polską (wg tych samych danych wieś Okopy liczyła wówczas 158 mieszkańców, w tym 49 deklarujących narodowość polską).
W Kozaczówce urodził się Władysław Sowiński, pułkownik łączności Wojska Polskiego